# 日本国憲法第69条
日本国憲法 第69条（にほんこく（にっぽんこく）けんぽう だい69じょう）は、日本国憲法の第5章「内閣」にある条文で、衆議院による内閣不信任決議の効果について規定する。

## 条文
日本国憲法、e-Gov法令検索。

第六十九条内閣は、衆議院で不信任の決議案を可決し、又は信任の決議案を否決したときは、十日以内に衆議院が解散されない限り、総辞職をしなければならない。

## 沿革

### 大日本帝国憲法
東京法律研究会 p.6

第十條天皇ハ行政各部ノ官制及文武官ノ俸給ヲ定メ及文武官ヲ任免ス但シ此ノ憲法又ハ他ノ法律ニ特例ヲ掲ケタルモノハ各々其ノ條項ニ依ル

### 憲法改正要綱
「憲法改正要綱」、国立国会図書館「日本国憲法の誕生」。

二第七条所定ノ衆議院ノ解散ハ同一事由ニ基ツキ之ヲ命スルコトヲ得サルモノトスルコト
二十第五十五条第一項ノ規定ヲ改メ国務各大臣ハ天皇ヲ輔弼シ帝国議会ニ対シテ其ノ責ニ任スルモノトシ且軍ノ統帥ニ付亦同シキ旨ヲ明記スルコト
二十一衆議院ニ於テ国務各大臣ニ対スル不信任ヲ議決シタルトキハ解散アリタル場合ヲ除ク外其ノ職ニ留ルコトヲ得サル旨ノ規定ヲ設クルコト（要綱二参照）

### GHQ草案
「GHQ草案」、国立国会図書館「日本国憲法の誕生」。

#### 日本語
第五十七条内閣ハ国会カ全議員ノ多数決ヲ以テ不信任案ノ決議ヲ通過シタル後又ハ信任案ヲ通過セサリシ後十日以内ニ辞職シ又ハ国会ニ解散ヲ命スヘシ国会カ解散ヲ命セラレタルトキハ解散ノ日ヨリ三十日ヨリ少カラス四十日ヲ超エサル期間内ニ特別選挙ヲ行フヘシ新タニ選挙セラレタル国会ハ選挙ノ日ヨリ三十日以内ニ之ヲ召集スヘシ

#### 英語
Article LVII.Within ten days after the passage of a resolution of non-confidence or the failure to pass a resolution of confidence by a majority of the total membership of the Diet, the Cabinet shall resign or order the Diet to dissolve. When the Diet has been ordered dissolved a special election of a new Diet shall be held not less than thirty days nor more than forty days after the date of dissolution. The newly elected Diet shall be convoked within thirty days after the date of election.

### 憲法改正草案要綱
「憲法改正草案要綱」、国立国会図書館「日本国憲法の誕生」。

第六十五内閣ハ衆議院ニ於テ不信任ノ決議案ヲ可決シ又ハ信任ノ決議案ヲ可決セザルトキハ十日以内ニ衆議院ノ解散ナキ限リ総辞職ヲ為スコトヲ要スルコト

### 憲法改正草案
「憲法改正草案」、国立国会図書館「日本国憲法の誕生」。

第六十五条内閣は、衆議院で不信任の決議案を可決し、又は信任の決議案を否決したときは、十日以内に衆議院が解散されない限り、総辞職をしなければならない。

## 実例
内閣不信任決議の可決は、憲法施行後4回（第2次吉田内閣、第4次吉田内閣、第2次大平内閣、宮澤内閣）あり、いずれも内閣は衆議院を解散している。

## 判例
- 苫米地事件（最高裁判例 昭和35年06月08日）憲法7条、憲法76条、憲法81条
衆議院解散の効力は、訴訟の前提問題としても、裁判所の審査権限の外にある。